# Thủy điện Thác Giềng
Thủy điện Thác Giềng là nhóm thủy điện xây dựng trên sông Cầu tại vùng đất phường Xuất Hóa thành phố Bắc Kạn tỉnh Bắc Kạn, Việt Nam.
Thủy điện Thác Giềng có hai bậc 1 và 2, tổng công suất lắp máy 8,5 MW với 4 tổ máy, sản lượng điện hàng năm 40 triệu KWh, khởi công tháng 10/2018 , dự kiến hoàn thành năm 2021.
Bậc Thác Giềng 2 được xây dựng tại xã Hòa Mục huyện Chợ Mới.22°03′05″B 105°52′27″Đ / 22,051444°B 105,874194°Đ
Tháng 2/2021 thủy điện Thác Giềng 1 tích nước, xả nước không theo quy trình, làm đoạn sông Cầu từ thành phố Bắc Kạn đến thị trấn Chợ Mới bị cạn kiệt bất thường. Sự việc gây ảnh hưởng đến sản xuất vụ đông xuân trong vùng.

## Sông Cầu
Sông Cầu là một sông trong hệ thống sông Thái Bình, thuộc vùng Đông Bắc Việt Nam .

## Tiềm năng du lịch
Đập Thủy điện Thác Giềng ở cạnh Quốc lộ 3B, gần với Khu du lịch sinh thái Thác Giềng, với Thác Nà Noọc (hay Thác Giềng), và đèo Áng Toòng 22°05′23″B 105°56′39″Đ / 22,089722°B 105,944167°Đ, lại thuộc thành phố Bắc Kạn, nên tạo ra tổ hợp có tiềm năng du lịch lớn cho vùng. Trong số cảnh quan đó Thác Nà Noọc đã được công nhận là di tích danh thắng cấp tỉnh.
Hồ chứa nước Thác Giềng 1 cũng sẽ đóng góp là một vùng nước phục vụ du lịch trên hồ.